# Hodscha
Hodscha oder Chodscha (von persisch خواجه, DMG ḫwāǧa, ‚Lehrer, Meister‘, abgeleitet arabisch خوجة, türkisch hoca, albanisch Hoxha, bosnisch Hodža, kasachisch Қожа, tadschikisch Хоҷа, usbekisch Xoʻja) ist ein Titel und die (hochachtungsvolle) Anrede für einen Lehrer, besonders für einen islamischen Religionsgelehrten, etwa einen Religionslehrer osmanischer Prinzen oder einen Abdschad-Lehrer in einer Schule (arabisch Maktab). Hodscha kann zu einem Bestandteil des Eigennamens geworden sein. Nasreddin, auch Nasreddin Hodscha, ist die Hauptfigur einer im Orient weit verbreiteten Sammlung humoristischer Geschichten.
Hodschas als Religionsgelehrte brauchen keine spezielle Ausbildung, auch wenn sie heute häufig einen akademischen Abschluss besitzen. Voraussetzung ist die Beherrschung der Gebete in arabischer Sprache und die Fähigkeit, Betende anzuleiten. In den Moscheen leiten sie das Gebet (arabisch Salat), halten die Freitagspredigt und lehren den Koran.
In der Türkei führt der Hodscha darüber hinaus den religiösen Teil der Hochzeitszeremonie (hoca nikâhı) durch. Auf dem Land leitet er Regenmacher-Zeremonien, die für eine gute Ernte sorgen sollen, und andere Jahresfeste. Der cinci hoca (von cin, arabisch Dschinn, „Geist“), auch üfürükçü, praktiziert eine Form von Wunderheilung von Patienten, die sich von einem Geist besessen glauben. Hierfür verwendet er Amulette (muska), unternimmt rituelle Handlungen und spricht Koranverse (ayet). Anlass für den Besuch der meist älteren und unteren sozialen Schichten angehörenden Patienten beim behandelnden Hodscha sind häufig chronische körperliche Erkrankungen mit psychosomatischen Ursachen.
Im Türkischen bedeutet Hoca „Lehrer“ und wird als respektvolle Anrede für Lehrer, Professoren, Dozenten oder Geistliche verwendet. Im Osmanischen Reich bezeichnete der Titel Personen gehobenen Standes: Gelehrte, Kaufleute und Eunuchen eines herrschaftlichen Hauses. Im Albanischen (Hoxha) und Bosnischen bzw. Serbokroatischen (Hodža) bedeutet das Wort schlicht Imam.
Hodschas sind ferner Angehörige der zu den Ismailiten gehörenden Nizariten, die vor allem in Indien und Pakistan leben. Hodschas hießen auch die führenden Familien in Kaschgarien zwischen etwa 1500 und 1850 in den Städten Kaschgar, Hotan (Khotan) und Yarkant.
Im Islam ist Sieben eine bedeutsame Zahl. Im 19. Jahrhundert gab es im heute zu Usbekistan gehörenden Khanat Kokand „Sieben Hodschas“. Dies waren sieben Prinzen, von denen Katti Torah (eigentlich Eshan Khan), Buzurg Khan und Wali Khan erwähnt werden. Im Volksislam von Kirgisistan werden analog zu den Sieben Heiligen von Marrakesch sieben heilige Brüder oder „Sieben Hodschas“ verehrt, die in der Frühzeit des Islam als Missionare aus dem arabischen Raum gekommen sein sollen. Hodscha in Kirgisistan bezeichnet Menschen adliger Herkunft. Im kirgisischen Volksglauben besaßen die sieben Hodschas Wunderkräfte. Sechs von ihnen werden im Land verehrt, einer in Usbekistan. Das größte Heiligtum steht in Kojo-Kelen in der kirgisischen Provinz Osch. Im Südwesten von Tadschikistan sind ebenfalls „Sieben Hodschas“ oder „Sieben heilige Brüder“ bekannt, die in früherer Zeit missioniert haben sollen. Sie werden an sieben Mausoleen in der Kubodijon-Oase verehrt, von denen Chodscha Maschhad die bekannteste ist.